# Netajłowe
Netajłowe (ukr. Нетайлове) – wieś na Ukrainie, w obwodzie donieckim, w rejonie pokrowskim, w hromadzie Oczeretyne. W 2001 liczyła 1141 mieszkańców.